# Laura Vass
Laura Vass, auch bekannt als Laura Brumă (bürgerlich: Laura Rebecca Smith, * 4. August 1988 in Vaslui) ist eine rumänische Manele-Sängerin. Sie erlangte große Popularität in den 2000er Jahren, insbesondere durch ihre Zusammenarbeit mit dem Künstler Sorin-Cristian Alecu. Gemeinsam wurden sie als das Duetul de Aur (Goldenes Duett) bekannt.

## Karriere
Smith begann ihre musikalische Laufbahn im Jahr 2004/2005 mit einem Duett auf dem Soloalbum von Sorin-Cristian Alecu. Ihr Debütsong Tu, numai tu (Du, nur du) war eine Coverversion des Liedes Youm Wara Youm von Samira Said und Cheb Mami aus dem Jahr 2002. Ihr Erfolg führte dazu, dass sie und Sorin fortan als Duetul de Aur bekannt wurden. Im Jahr 2008 versuchte Smith zusammen mit Sorin ins Filmgeschäft einzusteigen. Sie sollten den Soundtrack für den Film Poveste de cartier aufnehmen, aber Laura stieg kurz vor Beginn der Dreharbeiten aus dem Projekt aus. Von 2010 bis 2011 zog sich Smith aus der Öffentlichkeit zurück, was zu wilden Spekulationen führte. Es gab Gerüchte über ihren Aufenthalt in London und Kanada sowie über eine angebliche Affäre mit ihrem Produzenten Dan Bursuc. Aufgrund rechtlicher Probleme mit ihm musste sie ihren Künstlernamen ändern und tritt seitdem unter dem Namen Laura Brumă auf. Diese Veränderung markierte auch einen künstlerischen Wendepunkt ihrer Karriere, und sie begann, sich musikalisch neu zu orientieren. Zu ihren neueren musikalischen Projekten gehört der Song Unfollow mit den rumänischen Künstlern Jador und What’s UP. Smith lebt derzeit in London.

## Stil und Einfluss
Ihre Musik bewegt sich hauptsächlich im Bereich der Manele, einer populären Musikrichtung in Rumänien, die Elemente aus Pop, Balkanmusik und orientalischen Klängen kombiniert.

## Diskografie

### Alben
- 2017: Iubire Din Copilarie
- 2017: Povestea Traita De Noi
- 2017: Dan Bursuc Prezinta Briliantele Manelelor, Vol. 2
- 2019: Super Manele Hits, Vol. 2

### Singles
- 2020: Unfollow 2020
- 2021: Eroina Ta Si Tu Eroul Meu
- 2024: Cine e inima mea